# Coupe des clubs champions européens de handball 1967-1968
Navigation
Coupe des clubs champions 1966-1967 Coupe des clubs champions 1969-1970
La Coupe des clubs champions européens 1967-1968 met aux prises 22 équipes européennes. Il s’agit de la 9e édition de la Coupe des clubs champions européens masculin de handball, organisée par l’IHF.
Le vainqueur est le club roumain du Steaua Bucarest.

## Participants
Le tirage au sort qui a eu lieu, le 9 septembre 1967 à l'Hôtel de la Ville d'Oslo a donné les résultats suivants :
| Tour éliminatoire | Tour éliminatoire | Tour éliminatoire | Tour éliminatoire | Tour éliminatoire | Tour éliminatoire | Tour éliminatoire | Tour éliminatoire | Tour éliminatoire | Tour éliminatoire | Tour éliminatoire | Tour éliminatoire | Tour éliminatoire | Tour éliminatoire | Tour éliminatoire | Tour éliminatoire | Tour éliminatoire | Tour éliminatoire | Tour éliminatoire | Tour éliminatoire | Tour éliminatoire | Tour éliminatoire | Tour éliminatoire | Tour éliminatoire | Tour éliminatoire | Tour éliminatoire | Tour éliminatoire | Tour éliminatoire | Tour éliminatoire | Tour éliminatoire |
| --- | --- | --- | --- | --- | --- | --- | --- | --- | --- | --- | --- | --- | --- | --- | --- | --- | --- | --- | --- | --- | --- | --- | --- | --- | --- | --- | --- | --- | --- |
| - SC Dynamo Berlin-Est : Champion d'Allemagne de l'Est - Progrès HC Seraing : Champion de Belgique 1967 - VIF Dimitrov Sofia : Champion de Bulgarie - HG Copenhague : Champion du Danemark - BM Granollers : Champion d'Espagne - Budapest Honvéd FC : Champion de Hongrie | - SC Dynamo Berlin-Est : Champion d'Allemagne de l'Est - Progrès HC Seraing : Champion de Belgique 1967 - VIF Dimitrov Sofia : Champion de Bulgarie - HG Copenhague : Champion du Danemark - BM Granollers : Champion d'Espagne - Budapest Honvéd FC : Champion de Hongrie | - SC Dynamo Berlin-Est : Champion d'Allemagne de l'Est - Progrès HC Seraing : Champion de Belgique 1967 - VIF Dimitrov Sofia : Champion de Bulgarie - HG Copenhague : Champion du Danemark - BM Granollers : Champion d'Espagne - Budapest Honvéd FC : Champion de Hongrie | - SC Dynamo Berlin-Est : Champion d'Allemagne de l'Est - Progrès HC Seraing : Champion de Belgique 1967 - VIF Dimitrov Sofia : Champion de Bulgarie - HG Copenhague : Champion du Danemark - BM Granollers : Champion d'Espagne - Budapest Honvéd FC : Champion de Hongrie | - SC Dynamo Berlin-Est : Champion d'Allemagne de l'Est - Progrès HC Seraing : Champion de Belgique 1967 - VIF Dimitrov Sofia : Champion de Bulgarie - HG Copenhague : Champion du Danemark - BM Granollers : Champion d'Espagne - Budapest Honvéd FC : Champion de Hongrie | - SC Dynamo Berlin-Est : Champion d'Allemagne de l'Est - Progrès HC Seraing : Champion de Belgique 1967 - VIF Dimitrov Sofia : Champion de Bulgarie - HG Copenhague : Champion du Danemark - BM Granollers : Champion d'Espagne - Budapest Honvéd FC : Champion de Hongrie | - SC Dynamo Berlin-Est : Champion d'Allemagne de l'Est - Progrès HC Seraing : Champion de Belgique 1967 - VIF Dimitrov Sofia : Champion de Bulgarie - HG Copenhague : Champion du Danemark - BM Granollers : Champion d'Espagne - Budapest Honvéd FC : Champion de Hongrie | - SC Dynamo Berlin-Est : Champion d'Allemagne de l'Est - Progrès HC Seraing : Champion de Belgique 1967 - VIF Dimitrov Sofia : Champion de Bulgarie - HG Copenhague : Champion du Danemark - BM Granollers : Champion d'Espagne - Budapest Honvéd FC : Champion de Hongrie | - SC Dynamo Berlin-Est : Champion d'Allemagne de l'Est - Progrès HC Seraing : Champion de Belgique 1967 - VIF Dimitrov Sofia : Champion de Bulgarie - HG Copenhague : Champion du Danemark - BM Granollers : Champion d'Espagne - Budapest Honvéd FC : Champion de Hongrie | - SC Dynamo Berlin-Est : Champion d'Allemagne de l'Est - Progrès HC Seraing : Champion de Belgique 1967 - VIF Dimitrov Sofia : Champion de Bulgarie - HG Copenhague : Champion du Danemark - BM Granollers : Champion d'Espagne - Budapest Honvéd FC : Champion de Hongrie | - SC Dynamo Berlin-Est : Champion d'Allemagne de l'Est - Progrès HC Seraing : Champion de Belgique 1967 - VIF Dimitrov Sofia : Champion de Bulgarie - HG Copenhague : Champion du Danemark - BM Granollers : Champion d'Espagne - Budapest Honvéd FC : Champion de Hongrie | - SC Dynamo Berlin-Est : Champion d'Allemagne de l'Est - Progrès HC Seraing : Champion de Belgique 1967 - VIF Dimitrov Sofia : Champion de Bulgarie - HG Copenhague : Champion du Danemark - BM Granollers : Champion d'Espagne - Budapest Honvéd FC : Champion de Hongrie | - SC Dynamo Berlin-Est : Champion d'Allemagne de l'Est - Progrès HC Seraing : Champion de Belgique 1967 - VIF Dimitrov Sofia : Champion de Bulgarie - HG Copenhague : Champion du Danemark - BM Granollers : Champion d'Espagne - Budapest Honvéd FC : Champion de Hongrie | - SC Dynamo Berlin-Est : Champion d'Allemagne de l'Est - Progrès HC Seraing : Champion de Belgique 1967 - VIF Dimitrov Sofia : Champion de Bulgarie - HG Copenhague : Champion du Danemark - BM Granollers : Champion d'Espagne - Budapest Honvéd FC : Champion de Hongrie | - SC Dynamo Berlin-Est : Champion d'Allemagne de l'Est - Progrès HC Seraing : Champion de Belgique 1967 - VIF Dimitrov Sofia : Champion de Bulgarie - HG Copenhague : Champion du Danemark - BM Granollers : Champion d'Espagne - Budapest Honvéd FC : Champion de Hongrie | - Fram Reykjavik : Champion d'Islande - ESCA Arnhem : Champion des Pays-Bas - Śląsk Wrocław : Champion de Pologne - Vikingarnas IF : Champion de Suède - ATV Bâle : Champion de Suisse - Partizan Bjelovar : Champion de Yougoslavie | - Fram Reykjavik : Champion d'Islande - ESCA Arnhem : Champion des Pays-Bas - Śląsk Wrocław : Champion de Pologne - Vikingarnas IF : Champion de Suède - ATV Bâle : Champion de Suisse - Partizan Bjelovar : Champion de Yougoslavie | - Fram Reykjavik : Champion d'Islande - ESCA Arnhem : Champion des Pays-Bas - Śląsk Wrocław : Champion de Pologne - Vikingarnas IF : Champion de Suède - ATV Bâle : Champion de Suisse - Partizan Bjelovar : Champion de Yougoslavie | - Fram Reykjavik : Champion d'Islande - ESCA Arnhem : Champion des Pays-Bas - Śląsk Wrocław : Champion de Pologne - Vikingarnas IF : Champion de Suède - ATV Bâle : Champion de Suisse - Partizan Bjelovar : Champion de Yougoslavie | - Fram Reykjavik : Champion d'Islande - ESCA Arnhem : Champion des Pays-Bas - Śląsk Wrocław : Champion de Pologne - Vikingarnas IF : Champion de Suède - ATV Bâle : Champion de Suisse - Partizan Bjelovar : Champion de Yougoslavie | - Fram Reykjavik : Champion d'Islande - ESCA Arnhem : Champion des Pays-Bas - Śląsk Wrocław : Champion de Pologne - Vikingarnas IF : Champion de Suède - ATV Bâle : Champion de Suisse - Partizan Bjelovar : Champion de Yougoslavie | - Fram Reykjavik : Champion d'Islande - ESCA Arnhem : Champion des Pays-Bas - Śląsk Wrocław : Champion de Pologne - Vikingarnas IF : Champion de Suède - ATV Bâle : Champion de Suisse - Partizan Bjelovar : Champion de Yougoslavie | - Fram Reykjavik : Champion d'Islande - ESCA Arnhem : Champion des Pays-Bas - Śląsk Wrocław : Champion de Pologne - Vikingarnas IF : Champion de Suède - ATV Bâle : Champion de Suisse - Partizan Bjelovar : Champion de Yougoslavie | - Fram Reykjavik : Champion d'Islande - ESCA Arnhem : Champion des Pays-Bas - Śląsk Wrocław : Champion de Pologne - Vikingarnas IF : Champion de Suède - ATV Bâle : Champion de Suisse - Partizan Bjelovar : Champion de Yougoslavie | - Fram Reykjavik : Champion d'Islande - ESCA Arnhem : Champion des Pays-Bas - Śląsk Wrocław : Champion de Pologne - Vikingarnas IF : Champion de Suède - ATV Bâle : Champion de Suisse - Partizan Bjelovar : Champion de Yougoslavie | - Fram Reykjavik : Champion d'Islande - ESCA Arnhem : Champion des Pays-Bas - Śląsk Wrocław : Champion de Pologne - Vikingarnas IF : Champion de Suède - ATV Bâle : Champion de Suisse - Partizan Bjelovar : Champion de Yougoslavie | - Fram Reykjavik : Champion d'Islande - ESCA Arnhem : Champion des Pays-Bas - Śląsk Wrocław : Champion de Pologne - Vikingarnas IF : Champion de Suède - ATV Bâle : Champion de Suisse - Partizan Bjelovar : Champion de Yougoslavie | - Fram Reykjavik : Champion d'Islande - ESCA Arnhem : Champion des Pays-Bas - Śląsk Wrocław : Champion de Pologne - Vikingarnas IF : Champion de Suède - ATV Bâle : Champion de Suisse - Partizan Bjelovar : Champion de Yougoslavie | - Fram Reykjavik : Champion d'Islande - ESCA Arnhem : Champion des Pays-Bas - Śląsk Wrocław : Champion de Pologne - Vikingarnas IF : Champion de Suède - ATV Bâle : Champion de Suisse - Partizan Bjelovar : Champion de Yougoslavie | - Fram Reykjavik : Champion d'Islande - ESCA Arnhem : Champion des Pays-Bas - Śląsk Wrocław : Champion de Pologne - Vikingarnas IF : Champion de Suède - ATV Bâle : Champion de Suisse - Partizan Bjelovar : Champion de Yougoslavie |
| Huitièmes de finale | | | | | | | | | | | | | | | | | | | | | | | | | | | | | |
| - VfL Gummersbach : Champion de RFA et Tenant du titre - SK Rapid Vienne : Champion d'Autriche - UK-51 Helsinki : Champion de Finlande - SMUC Marseille : Champion de France 1967 - Hapoël Petah Tikva : Champion d’Israël                                                 | - VfL Gummersbach : Champion de RFA et Tenant du titre - SK Rapid Vienne : Champion d'Autriche - UK-51 Helsinki : Champion de Finlande - SMUC Marseille : Champion de France 1967 - Hapoël Petah Tikva : Champion d’Israël                                                 | - VfL Gummersbach : Champion de RFA et Tenant du titre - SK Rapid Vienne : Champion d'Autriche - UK-51 Helsinki : Champion de Finlande - SMUC Marseille : Champion de France 1967 - Hapoël Petah Tikva : Champion d’Israël                                                 | - VfL Gummersbach : Champion de RFA et Tenant du titre - SK Rapid Vienne : Champion d'Autriche - UK-51 Helsinki : Champion de Finlande - SMUC Marseille : Champion de France 1967 - Hapoël Petah Tikva : Champion d’Israël                                                 | - VfL Gummersbach : Champion de RFA et Tenant du titre - SK Rapid Vienne : Champion d'Autriche - UK-51 Helsinki : Champion de Finlande - SMUC Marseille : Champion de France 1967 - Hapoël Petah Tikva : Champion d’Israël                                                 | - VfL Gummersbach : Champion de RFA et Tenant du titre - SK Rapid Vienne : Champion d'Autriche - UK-51 Helsinki : Champion de Finlande - SMUC Marseille : Champion de France 1967 - Hapoël Petah Tikva : Champion d’Israël                                                 | - VfL Gummersbach : Champion de RFA et Tenant du titre - SK Rapid Vienne : Champion d'Autriche - UK-51 Helsinki : Champion de Finlande - SMUC Marseille : Champion de France 1967 - Hapoël Petah Tikva : Champion d’Israël                                                 | - VfL Gummersbach : Champion de RFA et Tenant du titre - SK Rapid Vienne : Champion d'Autriche - UK-51 Helsinki : Champion de Finlande - SMUC Marseille : Champion de France 1967 - Hapoël Petah Tikva : Champion d’Israël                                                 | - VfL Gummersbach : Champion de RFA et Tenant du titre - SK Rapid Vienne : Champion d'Autriche - UK-51 Helsinki : Champion de Finlande - SMUC Marseille : Champion de France 1967 - Hapoël Petah Tikva : Champion d’Israël                                                 | - VfL Gummersbach : Champion de RFA et Tenant du titre - SK Rapid Vienne : Champion d'Autriche - UK-51 Helsinki : Champion de Finlande - SMUC Marseille : Champion de France 1967 - Hapoël Petah Tikva : Champion d’Israël                                                 | - VfL Gummersbach : Champion de RFA et Tenant du titre - SK Rapid Vienne : Champion d'Autriche - UK-51 Helsinki : Champion de Finlande - SMUC Marseille : Champion de France 1967 - Hapoël Petah Tikva : Champion d’Israël                                                 | - VfL Gummersbach : Champion de RFA et Tenant du titre - SK Rapid Vienne : Champion d'Autriche - UK-51 Helsinki : Champion de Finlande - SMUC Marseille : Champion de France 1967 - Hapoël Petah Tikva : Champion d’Israël                                                 | - VfL Gummersbach : Champion de RFA et Tenant du titre - SK Rapid Vienne : Champion d'Autriche - UK-51 Helsinki : Champion de Finlande - SMUC Marseille : Champion de France 1967 - Hapoël Petah Tikva : Champion d’Israël                                                 | - VfL Gummersbach : Champion de RFA et Tenant du titre - SK Rapid Vienne : Champion d'Autriche - UK-51 Helsinki : Champion de Finlande - SMUC Marseille : Champion de France 1967 - Hapoël Petah Tikva : Champion d’Israël                                                 | - VfL Gummersbach : Champion de RFA et Tenant du titre - SK Rapid Vienne : Champion d'Autriche - UK-51 Helsinki : Champion de Finlande - SMUC Marseille : Champion de France 1967 - Hapoël Petah Tikva : Champion d’Israël                                                 | - HB Dudelange : Champion du Luxembourg - Fredensborg IL : Champion de Norvège - Sporting Clube de Portugal : Champion du Portugal - HC Dukla Prague : Champion de Tchécoslovaquie - Steaua Bucarest : Champion de Roumanie          | - HB Dudelange : Champion du Luxembourg - Fredensborg IL : Champion de Norvège - Sporting Clube de Portugal : Champion du Portugal - HC Dukla Prague : Champion de Tchécoslovaquie - Steaua Bucarest : Champion de Roumanie          | - HB Dudelange : Champion du Luxembourg - Fredensborg IL : Champion de Norvège - Sporting Clube de Portugal : Champion du Portugal - HC Dukla Prague : Champion de Tchécoslovaquie - Steaua Bucarest : Champion de Roumanie          | - HB Dudelange : Champion du Luxembourg - Fredensborg IL : Champion de Norvège - Sporting Clube de Portugal : Champion du Portugal - HC Dukla Prague : Champion de Tchécoslovaquie - Steaua Bucarest : Champion de Roumanie          | - HB Dudelange : Champion du Luxembourg - Fredensborg IL : Champion de Norvège - Sporting Clube de Portugal : Champion du Portugal - HC Dukla Prague : Champion de Tchécoslovaquie - Steaua Bucarest : Champion de Roumanie          | - HB Dudelange : Champion du Luxembourg - Fredensborg IL : Champion de Norvège - Sporting Clube de Portugal : Champion du Portugal - HC Dukla Prague : Champion de Tchécoslovaquie - Steaua Bucarest : Champion de Roumanie          | - HB Dudelange : Champion du Luxembourg - Fredensborg IL : Champion de Norvège - Sporting Clube de Portugal : Champion du Portugal - HC Dukla Prague : Champion de Tchécoslovaquie - Steaua Bucarest : Champion de Roumanie          | - HB Dudelange : Champion du Luxembourg - Fredensborg IL : Champion de Norvège - Sporting Clube de Portugal : Champion du Portugal - HC Dukla Prague : Champion de Tchécoslovaquie - Steaua Bucarest : Champion de Roumanie          | - HB Dudelange : Champion du Luxembourg - Fredensborg IL : Champion de Norvège - Sporting Clube de Portugal : Champion du Portugal - HC Dukla Prague : Champion de Tchécoslovaquie - Steaua Bucarest : Champion de Roumanie          | - HB Dudelange : Champion du Luxembourg - Fredensborg IL : Champion de Norvège - Sporting Clube de Portugal : Champion du Portugal - HC Dukla Prague : Champion de Tchécoslovaquie - Steaua Bucarest : Champion de Roumanie          | - HB Dudelange : Champion du Luxembourg - Fredensborg IL : Champion de Norvège - Sporting Clube de Portugal : Champion du Portugal - HC Dukla Prague : Champion de Tchécoslovaquie - Steaua Bucarest : Champion de Roumanie          | - HB Dudelange : Champion du Luxembourg - Fredensborg IL : Champion de Norvège - Sporting Clube de Portugal : Champion du Portugal - HC Dukla Prague : Champion de Tchécoslovaquie - Steaua Bucarest : Champion de Roumanie          | - HB Dudelange : Champion du Luxembourg - Fredensborg IL : Champion de Norvège - Sporting Clube de Portugal : Champion du Portugal - HC Dukla Prague : Champion de Tchécoslovaquie - Steaua Bucarest : Champion de Roumanie          | - HB Dudelange : Champion du Luxembourg - Fredensborg IL : Champion de Norvège - Sporting Clube de Portugal : Champion du Portugal - HC Dukla Prague : Champion de Tchécoslovaquie - Steaua Bucarest : Champion de Roumanie          | - HB Dudelange : Champion du Luxembourg - Fredensborg IL : Champion de Norvège - Sporting Clube de Portugal : Champion du Portugal - HC Dukla Prague : Champion de Tchécoslovaquie - Steaua Bucarest : Champion de Roumanie          |

Remarques :
- le Champion d'Union soviétique, le SK Kountsevo, est absent.
- Bien que non située dans la zone européenne, Israël a été autorisée par l'IHF à participer à la coupe d'Europe à compter de cette saison[2].

## Résultats

### Tour éliminatoire
Partout, les équipes favorites se sont facilement imposées :
| Équipe               | Aller   | Total   | Retour  | Équipe             |
| -------------------- | ------- | ------- | ------- | ------------------ |
| SC Dynamo Berlin-Est | 29 – 22 | 49 – 46 | 20 – 24 | HG Copenhague      |
| VIF Dimitrov Sofia   | 15 – 7  | 22 – 16 | 7 – 9   | ESCA Arnhem        |
| BM Granollers        | 34 – 19 | 58 – 31 | 24 – 12 | Progrès HC Seraing |
| Śląsk Wrocław        | 20 – 7  | 45 – 32 | 25 – 25 | ATV Bâle           |
| Fram Reykjavik       | 16 – 16 | 25 – 40 | 9 – 24  | Partizan Bjelovar  |
| Budapest Honvéd FC   | 34 – 18 | 54 – 36 | 20 – 18 | Vikingarnas IF     |

### Huitièmes de finale
Le tirage au sort des rencontres des huitièmes de finale a eu lieu à Wiesbaden en présence de M. Hans Baumann, Président de la Fédération internationale de handball, la cérémonie ayant été retransmise par la deuxième chaîne de télévision allemande .
| Équipe             | Aller   | Total   | Retour  | Équipe                     |
| ------------------ | ------- | ------- | ------- | -------------------------- |
| HB Dudelange       | 10 – 29 | 24 – 66 | 14 – 37 | Steaua Bucarest            |
| VfL Gummersbach    | 18 – 8  | 37 – 21 | 19 – 13 | SMUC Marseille             |
| SK Rapid Vienne    | 11 – 30 | 22 – 67 | 11 – 37 | SC Dynamo Berlin-Est       |
| UK-51 Helsinki     | 29 – 15 | 44 – 33 | 15 – 18 | VIF Dimitrov Sofia         |
| BM Granollers      | 26 – 16 | 42 – 36 | 16 – 20 | Sporting Clube de Portugal |
| Śląsk Wrocław      | 16 – 24 | 30 – 56 | 14 – 32 | Partizan Bjelovar          |
| Fredensborg IL     | 17 – 16 | 38 – 25 | 21 – 9  | Hapoël Petah Tikva         |
| Budapest Honvéd FC | 22 – 18 | 34 – 43 | 12 – 25 | HC Dukla Prague            |

Le Stade Marseillais UC, Champion de France sortant, n'est pas allé très loin en Coupe d'Europe, battu par le détenteur de la Coupe : le VfL Gummersbach. Au match-aller disputé à Cologne, les Français s'inclinèrent 18-8 après avoir tenté de limiter la marque. 10 buts seulement séparaient les deux équipes. De ce point de vue, les Marseillais avaient rempli leur contrat. L'écart, néanmoins, leur interdisait toute possibilité de qualification. Au match-retour, les Allemands sans réaliser une partie exceptionnelle ont confirmé leur supériorité. La différence entre les deux clubs se chiffrait à six buts, mais Gummersbach enlevait finalement la qualification :
- Match aller, à Cologne, Gummersbach b. Stade Marseillais 18-8 (11-4). 4000 spectateurs environ. Arbitrage de M. Lerch (Suisse).
  - Pour Gummersbach : Schmidt 7, Feldhoff 4, Kriesten 3, Bölter 2 dont 1 penalty, Kosmehl 1 et J. Brand 1.
  - Pour le SMUC : Paolini 3 dont 2 penaltys, Matteoni 2 dont 1 penalty, Soulié 2, Agostini.
  - Exclusions : Portes et Rouit (Marseille).
- Match retour à Marseille, VfL Gummersbach b. Stade Marseillais 19-13 (10-6). 3500 spectateurs. Arbitrage de M. Pascal Hernandez (Espagne).
  - Pour Gummersbach : Bölter 7, Schmidt 5, Feldhoff 3, J. Brand 2, Braunschweig 1, Alberts 1.
  - Pour le SMUC : Costantini 4 dont 2 penaltys, Paolini 4 dont 2 penaltys, Agostini 1, Rouit 1, Soulié 1, Portes 1, Abrahamian 1.
  - Exclusions : J. Brand, Feldhoff, Abrahamian, Agostini (2 fois), Costantini et Rouit.

### Tableau de la phase finale
| \| Bucarest Prague Gummersbach Oslo Bjelovar Granollers Helsinki Berlin-Est \| Localisation des équipes en phase finale. |
| Bucarest Prague Gummersbach Oslo Bjelovar Granollers Helsinki Berlin-Est                                                 |

|  | Quarts de finale     | Quarts de finale     | Quarts de finale  | Quarts de finale  |                      |                      | Demi-finales | Demi-finales | Demi-finales | Demi-finales |  |  | Finale                               | Finale | Finale | Finale |
|  |                      |                      |                   |                   |                      |                      |              |              |              |              |  |  |                                      |        |        |        |
|  |                      |                      |                   |                   |                      |                      |              |              |              |              |  |  | 6 avril 1968 - Francfort-sur-le-Main |        |        |        |
|  |                      |                      |                   |                   |                      |                      |              |              |              |              |  |  |                                      |        |        |        |
|  | SC Dynamo Berlin-Est | SC Dynamo Berlin-Est | 29                | 30                |                      |                      |              |              |              |              |  |  |                                      |        |        |        |
|  | SC Dynamo Berlin-Est | SC Dynamo Berlin-Est | 29                | 30                |                      |                      |              |              |              |              |  |  |                                      |        |        |        |
|  | UK-51 Helsinki       | UK-51 Helsinki       | 17                | 22                |                      |                      |              |              |              |              |  |  |                                      |        |        |        |
|  | UK-51 Helsinki       | UK-51 Helsinki       | 17                | 22                | SC Dynamo Berlin-Est | SC Dynamo Berlin-Est | 16           | 12           |              |              |  |  |                                      |        |        |        |
|  |                      |                      |                   |                   | SC Dynamo Berlin-Est | SC Dynamo Berlin-Est | 16           | 12           |              |              |  |  |                                      |        |        |        |
|  |                      |                      | Steaua Bucarest   | Steaua Bucarest   | 15                   | 16                   |              |              |              |              |  |  |                                      |        |        |        |
|  | Steaua Bucarest      | Steaua Bucarest      | Steaua Bucarest   | Steaua Bucarest   | 15                   | 16                   | 15           | 14           |              |              |  |  |                                      |        |        |        |
|  | Steaua Bucarest      | Steaua Bucarest      |                   |                   |                      |                      |              | 14           |              |              |  |  |                                      |        |        |        |
|  | VfL Gummersbach      | VfL Gummersbach      | 9                 | 13                |                      |                      |              |              |              |              |  |  |                                      |        |        |        |
|  | VfL Gummersbach      | VfL Gummersbach      | 9                 | 13                | Steaua Bucarest      | Steaua Bucarest      | 13           | 13           |              |              |  |  |                                      |        |        |        |
|  |                      |                      |                   |                   | Steaua Bucarest      | Steaua Bucarest      | 13           | 13           |              |              |  |  |                                      |        |        |        |
|  |                      |                      | HC Dukla Prague   | HC Dukla Prague   | 11                   | 11                   |              |              |              |              |  |  |                                      |        |        |        |
|  | IK Fredensborg       | IK Fredensborg       | HC Dukla Prague   | HC Dukla Prague   | 11                   | 11                   | 19           | 10           |              |              |  |  |                                      |        |        |        |
|  | IK Fredensborg       | IK Fredensborg       |                   |                   |                      |                      |              |              |              |              |  |  |                                      |        |        |        |
|  | HC Dukla Prague      | HC Dukla Prague      | 21                | 24                |                      |                      |              |              |              |              |  |  |                                      |        |        |        |
|  | HC Dukla Prague      | HC Dukla Prague      | 21                | 24                | HC Dukla Prague      | HC Dukla Prague      | 25           | 9            |              |              |  |  |                                      |        |        |        |
|  |                      |                      |                   |                   | HC Dukla Prague      | HC Dukla Prague      | 25           | 9            |              |              |  |  |                                      |        |        |        |
|  |                      |                      | Partizan Bjelovar | Partizan Bjelovar | 16                   | 17                   |              |              |              |              |  |  |                                      |        |        |        |
|  | Partizan Bjelovar    | Partizan Bjelovar    | Partizan Bjelovar | Partizan Bjelovar | 16                   | 17                   | 36           | 24           |              |              |  |  |                                      |        |        |        |
|  | Partizan Bjelovar    | Partizan Bjelovar    |                   |                   |                      |                      |              | 24           |              |              |  |  |                                      |        |        |        |
|  | BM Granollers        | BM Granollers        | 13                | 16                |                      |                      |              |              |              |              |  |  |                                      |        |        |        |
|  | BM Granollers        | BM Granollers        | 13                | 16                |                      |                      |              |              |              |              |  |  |                                      |        |        |        |
|  |                      |                      |                   |                   |                      |                      |              |              |              |              |  |  |                                      |        |        |        |

### Quarts de finale
| Équipe               | Aller   | Total   | Retour  | Équipe          |
| -------------------- | ------- | ------- | ------- | --------------- |
| SC Dynamo Berlin-Est | 29 – 17 | 59 – 39 | 30 – 22 | UK-51 Helsinki  |
| Steaua Bucarest      | 15 – 9  | 29 – 22 | 14 – 13 | VfL Gummersbach |
| IK Fredensborg       | 19 – 21 | 29 – 45 | 10 – 24 | HC Dukla Prague |
| Partizan Bjelovar    | 36 – 13 | 60 – 29 | 24 – 16 | BM Granollers   |

Le VfL Gummersbach, tenant du titre, est éliminé par le Steaua Bucarest. Le club allemand qui s'était déjà incliné (15-9) à Bucarest, a perdu le match retour (14-13) à la « Messehalle » de Cologne devant 7 000 spectateurs. Les Allemands comptaient beaucoup sur la présence de Schmidt, absent à Bucarest, pour rétablir une situation fortement compromise. Cela n'a pourtant pas suffi et les Roumains qui, de leur côté, disposait des services de Gheorghe Gruia, la révélation des derniers championnats du monde en Suède, ont confirmé le succès du match-aller.
Pour disputer son match retour à Granollers, les Yougoslaves du Partizan Bjelovar ont parcouru les 1 800 km en autocar, faisant halte à Gênes et à Marseille où, en passant, ils jouèrent et battirent le SMUC Marseille 27-15. Cela ne les empêcha pas de s'imposer de huit buts après avoir déjà remporté le match aller à domicile de 23 buts.
Les autres qualifiés sont le Dukla Prague qui a nettement battu les Norvégiens de Fredensborg et le Dynamo Berlin qui, dès le match aller, a pris une sérieuse option sur sa qualification.

### Demi-finales
Un tirage au sort a déterminé les oppositions.
| Équipe               | Aller   | Total   | Retour  | Équipe            |
| -------------------- | ------- | ------- | ------- | ----------------- |
| SC Dynamo Berlin-Est | 16 – 15 | 28 – 31 | 12 – 16 | Steaua Bucarest   |
| HC Dukla Prague      | 25 – 16 | 34 – 33 | 9 – 17  | Partizan Bjelovar |

Les demi-finales ont été beaucoup plus serrées :
- Si, à l'aller, le HC Dukla Prague s'est facilement imposé (25-16), il n'en est pas de même au match retour que les Yougoslaves du Partizan Bjelovar remportent 17-9 : sur l'ensemble des deux matchs, Prague a malgré tout un but de plus (34-33) et ce sont les Yougoslaves qui sont éliminés de la Coupe d'Europe.
- Quant au Steaua Bucarest, il a (presque) éprouvé autant de difficultés pour se qualifier aux dépens des redoutables Est-Allemands du SC Dynamo Berlin : battus à l'aller à Berlin-Est 15-16, les Roumains ont renversé la situation à Bucarest et enlevé leur place en finale. C'est surtout lors du match aller que Berlin a surtout manqué le coche à Berlin : menant 16-10, ils se heurtent par la suite au système des Roumains et, en dix-sept minutes, ne parviennent plus à marquer aucun but, alors que dans le même temps, Bucarest scorait cinq fois.

### Finale
La finale a été disputée sur une seule rencontre, le samedi 6 avril 1968, à Francfort-sur-le-Main en République fédérale d'Allemagne  :
| 6 avril 1968 | Steaua Bucarest | 13 - 11 | HC Dukla Prague  | Francfort-sur-le-Main, RFA Arbitrage : Hans Rosmanith |
| 6 avril 1968 | trois joueurs 3 | (7-6)   | Ladislav Beneš 4 | Francfort-sur-le-Main, RFA Arbitrage : Hans Rosmanith |
| 6 avril 1968 | ×4              |         | ×2               | Francfort-sur-le-Main, RFA Arbitrage : Hans Rosmanith |

| Alexandru Dincă  |       |                         |
| Iosif Iacob      | 2     | Suspension              |
| Cornel Oțelea    | 3     | Suspension · Suspension |
| Ion Popescu      | 2 (2) |                         |
| Mihai Marinescu  | 3     |                         |
| Gheorghe Goran   |       |                         |
| Gheorghe Gruia   | 3 (1) |                         |
| Dan Rosescu      |       |                         |
| Dan Alboaica     |       | Suspension              |
| Dieter Christian |       |                         |
| Entraîneurs :    |       |                         |
| Octavian Nițescu |       |                         |
| Olimpiu Nodea    |       |                         |

| Jiří Vicha     |       |            |
| Vladimír Jarý  | 1     |            |
| Vojtěch Mareš  | 2     |            |
| Jaroslav Rážek |       | Suspension |
| Jiří Kavan     | 1     |            |
| Rudolf Havlík  |       |            |
| Rudolf Horváth |       |            |
| Ivan Satrapa   | 2     | Suspension |
| Ladislav Beneš | 4 (1) |            |
| Václav Duda    | 1 (1) |            |
| Entraîneur :   |       |            |
| ?              |       |            |

## Le champion d'Europe
| Champion d'Europe - Coupe des clubs champions 1967-1968 Steaua Bucarest 1er titre |

L'effectif du Steaua Bucarest était :
- Alexandru Dincă
- Cornel Oțelea
- Ioan Belu
- Gheorghe Gruia
- Iosif Iacob
- Gheorghe Goran
- Dan Roșescu
- Mihail Marinescu
- Dan Alboaica
- Ion Popescu
- Dieter Christian
- Olimpiu Savu

Entraîneur
- Octavian Nițescu